# Шуто, Франсуа
Франсуа Жессо Шуто (фр. François Gesseau Chouteau; 7 февраля 1797 — 18 апреля 1838) — французский креол, торговец пушниной и общественный деятель, известный как один из основателей города Канзас-Сити. 

## Биография
Франсуа Жессо Шуто родился в городе Сент-Луисе, который тогда принадлежал Испании. Его отцом был Жан-Пьер Шуто, один из первых поселенцев города, а матерью Брижит Сосье. Его дядя, Огюст Шуто, был одним из сооснователей Сент-Луиса. В юности Франсуа помогал отцу в торговле пушниной, которая была основой раннего богатства города.
4 сентября 1817 года он получил лицензию на торговлю с канза и осейджами на реке Канзас на Территории Миссури. 12 июля 1819 года Шуто женился на француженке Беренис Терезе Менар, уроженке посёлка Каскаския, штат Иллинойс. Вскоре после свадьбы он начал совершать торговые экспедиции к западу от реки Миссури.
В том же году Шуто и его двоюродный брат Габриэль Сере основали временный торговый пост, расположенный вдоль реки Миссури на территории округа Клей, для американской меховой компанией. На следующий год Шуто, вместе с женой и братом Сиприеном, нашёл хорошее место для постоянного торгового поста, недалеко от прежнего в нескольких километрах от устья реки Канзас. В 1821 году этот пост стал первым постоянным поселением белых людей в этом районе.
Несколько трапперов присоединились к ним в 1825 году, в том числе Габриэль Прюдомм и его семья, которые возвращались из экспедиции в район реки Снейк. Шуто вместе с Прюдоммом и его братом Сиприеном создал собственную меховую компанию. Склад компании стал её штаб-квартирой. Компания сосредоточилась на западных торговых путях и привлекла других членов семьи. В 1826 году компания стала частью Американской меховой компании. В том же году Шуто торговал уже на другом месте, но в результате разлива реки его пост был уничтожен. Он отстроился заново, на возвышенности, недалеко от пересечения современной Троост-авеню с рекой. Его угодья включали в себя ферму, причал для пароходов, несколько построек и складов. К 1840 году его поселение превратилось в небольшой городок, который получил название Канзас-Сити. Шуто много путешествовал по всей территории Канзаса, торгуя с индейскими племенами.  
Франсуа Шуто умер 18 апреля 1838 года, вероятно, от сердечного приступа, в Уэстпорте, Канзас-Сити, штат Миссури. Его похороны состоялись в Старом соборе Сент-Луиса в одноимённом городе неделю спустя. Он был похоронен на Голгофском городском кладбище, его участок, отмеченный высоким обелиском, включает в себя его могилу и могилы его матери Брижит Сосье-Шуто и трёх его детей, которые умерли в раннем возрасте: Луи-Амеде, Луи-Сильвестра и Бенедикта.